# Amtsgericht Düren

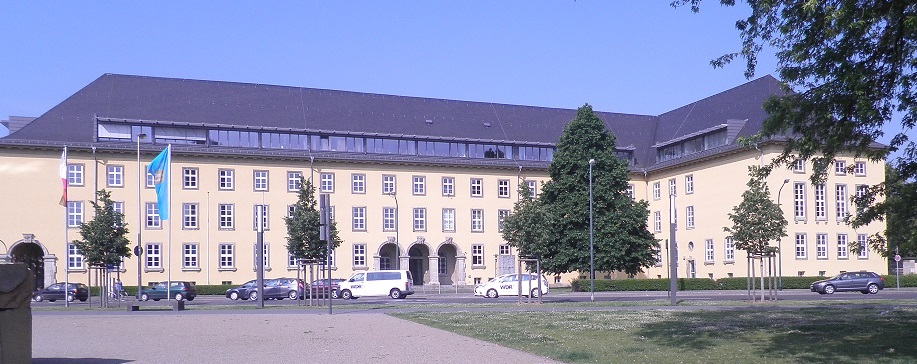
Gerichtsgebäude

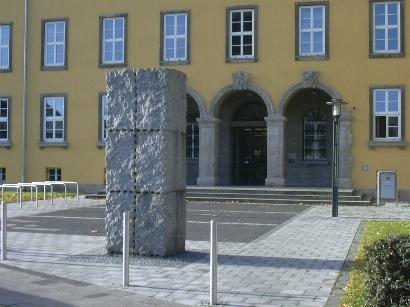
Eingang zum Gericht mit einer der Rückriem-Stelen

Düren ist Sitz des Amtsgerichts Düren, das für die Städte und Gemeinden Düren, Heimbach, Hürtgenwald, Kreuzau, Langerwehe, Merzenich, Nideggen, Nörvenich und Vettweiß im Kreis Düren zuständig ist. Nachbaramtsgerichte sind Bergheim, Eschweiler, Euskirchen, Jülich, Kerpen, Monschau und Schleiden.

## Geschichte
In Düren bestand bis 1879 das Friedensgericht Düren. Das königlich preußische Amtsgericht Düren entstand mit dem Inkrafttreten des Gerichtsverfassungsgesetzes am 1. Oktober 1879 als eines von 16 Amtsgerichten im Bezirk des Landgerichtes Aachen im Bezirk des Oberlandesgerichtes Köln. Der Sitz des Gerichts war Düren. Sein Gerichtsbezirk umfasste den Kreis Düren.
Am Gericht bestanden 1880 vier Richterstellen. Das Amtsgericht war damit ein großes Amtsgericht im Landgerichtsbezirk. Gerichtstage wurden in Nideggen gehalten.
Das heutige Gebäude an der August-Klotz-Straße wurde zwischen 1938 und 1939 errichtet. Direkt neben dem Gerichtsgebäude befand sich ein Gefängnis mit etwa 20 Zellen.
Nach Rückkehr aus der Evakuierung im Zweiten Weltkrieg wurden die Kreis- und Stadtverwaltung am 20. Juni 1945 in das Amtsgerichtsgebäude als noch am besten erhaltenes Behördenhaus verlegt, welches auch noch weitere Behörden, nämlich Militärregierung, Polizei sowie Stadt- und Kreisarchiv aufnehmen musste. Auch das Gericht selbst konnte schon bald, nämlich am 15. September 1945, seine Tätigkeit wieder aufnehmen.
Im Amtsgerichtsgefängnis wurde am 29. April 1971 eine sozialtherapeutische Modellanstalt für rückfallgefährdete Gesetzesbrecher in Betrieb genommen. Sie war ausgelegt für 33 Personen. Diese Einrichtung wurde am 30. Juni 1996 geschlossen. Danach wurde in dem Gebäude das Archiv für 25 Gerichte in Nordrhein-Westfalen untergebracht.
Das Arbeitsgericht Aachen hält im Gebäude des Amtsgerichts Düren regelmäßig Gerichtstage ab.

## Übergeordnete Gerichte
Das dem Amtsgericht Düren übergeordnete Landgericht ist das Landgericht Aachen, welches wiederum dem Oberlandesgericht Köln untersteht.